# Antesterione
Antesterione (in greco antico: Ἀνθεστηριών?, Antesteriòn) era il nome dell'ottavo mese del calendario attico nell'antica Grecia.

## Caratteristiche
Antesterione andava dalla seconda metà di febbraio alla prima metà di marzo circa. Il nome del mese era legato alle Antesterie o feste dei fiori, che si celebravano ad Atene in onore di Dioniso.